# Kabaret Banda
Kabaret Banda – otwarty 1 października 1931 r. przy placu Trzech Krzyży (ul. Mokotowska 73) w Warszawie „kabaret komików”. Jego twórcami byli Fryderyk Jarosy, Julian Tuwim i Marian Hemar.

## Historia
W programach kabaretu występowali najpopularniejsi artyści estradowi ówczesnej Warszawy: Hanka Ordonówna, Zula Pogorzelska, Mira Zimińska, Zofia Terné, Stanisława Nowicka, Nora Ney, Helena Buczyńska, Stefcia Górska, Lena Żelichowska, Adolf Dymsza, Ludwik Lawiński, Kazimierz Krukowski, Józef Orwid, Igo Sym, Orsza, Romuald Gierasieński, baletmistrze Feliks Parnell i Eugeniusz Koszutski oraz Chór Dana.
Od 24 września 1932 do 9 czerwca 1933 siedziba teatru znajdowała się przy ul. Moniuszki (gmach Filharmonii Warszawskiej).
Choć kabaret funkcjonował krótko, na jego scenie pojawiły się teksty, które przeszły do historii kabaretu i rewii (m.in. monolog Antoniego Słonimskiego Lekcja literatury w wykonaniu Adolfa Dymszy czy tekst Juliana Tuwima Melodie Warszawy, wykonywany przez Hankę Ordonównę.
Większość artystów teatru trzy tygodnie po jego zamknięciu spotkała się w nowym Teatrze Rex.